# Clare Ann Matz
Clare Ann Matz (New York, 7 febbraio 1961) è una musicista, regista, pittrice e conduttrice televisiva statunitense, che ha vissuto e operato in Italia dagli anni '80.

## Biografia

### Televisione
Ha condotto i programmi "BlueNight" e "Moka Choc" magazine culturali dove intervistava artisti, musicisti, ballerini, stilisti di moda, attori e registi per Videomusic e SuperChanel London dal 1989 al 1995. Nel 1989 ha presentato con Kay Rush la sezione stranieri al Festival di Sanremo in Mondovisione per la RAI. 
In seguito è passata dalla conduzione televisiva alla regia nel 2001 con "Bande Sonore" condotto da Vanessa Incontrada e di nuovo nel 2002 condotto da Alessia Mancini per Italia 1. 
Inoltre ha condotto diverse trasmissioni radio per Radio Città del Capo a Bologna (1996-1998).

### Videoarte
Sempre interessata in linguaggi emergenti ha iniziato a creare videoarte e clip poetici. Con il gruppo Maldoror ha vinto il 1º premio RAI al Filmaker Festival di Milano con "Relax Girl, No voglio uccidere" (1982) e con il gruppo The C.A.M. Art Co. il 1º premio "Città di Comacchio" al Palazzo dei Diamanti di Ferrara con "Energy" (1984). 
Si è classificata tra i finalisti del Festival Video di Torino con "A fior di pelle" (2002).

### Teatro e danza
Ma le radici del suo linguaggio creativo sono radicate a New York dove ha lavorato con la compagnia di Butoh giapponese Poppo prima di passare in Europa dove ha collaborato con diversi gruppi teatrali quali il Teatro Valdoca (1997-1998) con "Ruvido Umano" e "Canti dall'esilio d'occidente" Teatro Valdoca ed il gruppo Krypton (1987) con "Skyline" partecipando al Festival Kassel documenta 8 con una performance. Fondendo poesia, videoarte e danza ha partecipato alla Biennale di Venezia nel 1999 con il Progetto Oreste e di nuovo nel 2006 con il progetto "Le Città invisibili" di Italo Calvino.
Dal 1985, con il gruppo The C.A.M. Art Co, è direttore artistico/tecnico di produzioni multimediali presentate in festival in Europa e gli negli Stati Uniti, creando scenografie visive con proiezioni video. "The Lonely Ballet of Radio Active Leaks" ed "Energy" dedicati all'artista fluxus Joe Jones (Asolo Festival 2006). "The Black Sun of Ciguri" (2002) ispirato dal viaggio in Messico di Antonin Artaud ed il suo incontro con gli indiani Tarahumara. "The City of the Sun" una rappresentazione dell'utopia di Tommaso Campanella per il Teatru Dramatycznego Bialistok, Polonia (1996). "Visions" per il Micha van Hoecke dance festival a Castiglioncello. "Columbus the Moor" presentato al Valladolid Theatre Festival, Spagna ed ancora al Museum of Modern Art of Las Vegas, USA (1992). Nell'estate del 2004 ha creato la video installazione "Pixel, electronic flow" per la mostra "Blossoming Of Innovative Techniques and Extraordinary Media", an exhibition of the new creative wave at THE SALT QUEEN FOUNDATION, New York.

### Musica
Usando la voce come poeta ha collaborato a vari cd musicali fra cui recentemente “Mobile Junky”, “Soup Sandwich”, "No  Time", "Each Other" e "Astroboy" collaborazioni con Livio Fogli. "Argonauta", "Sweet Lament" e "There's just one side" con Fabrizio Federighi of DSide Records 2022-2023. Alisee (RDC records, 1993) con Francesco Rampichini, Heaven &Earth magic feature (Mantric Wave productions, 1994) con Raffaele Serra, Luis Rizzo Suite il barrio (Materiali Sonori, 1995), Some Secrets con brani propri (Materiali Sonori, 1996), Viventi Inimitabili con Cataldo Meo (1999) eSpledidum Vitium con Cataldo Meo (2001), esibendosi in concerti in Italia e negli Stati Uniti. Ha creato il soundtrack poetico per l'installazione "La danza delle Anime" di Marco Nereo Rotelli alla Rotonda della Besana, Milano (2010).

### Giornalismo
Come giornalista ha collaborato con le riviste "Caffè del Teatro" (1999-2003), Virus mutations diretta da Francesca Alfano Miglietti (1993-1999), "New York Arts" (1997-1998) e contribuito a Re Nudo nella sezione Starship con Franco Bolelli (1996) e nel 1997 con Cesare Monti nel Progetto Ario John Cage (Materiali Sonori, 1992) contribuendo con interviste ed articoli.
Ha curato con Monica Borettini l'antologia di poesia rock "Plastic Poetry Party" (2007) e scritto il romanzo "The Book" (2010).